# Élisabeth de Hesse-Darmstadt (1895-1903)
 (mars 2013).
Si vous disposez d'ouvrages ou d'articles de référence ou si vous connaissez des sites web de qualité traitant du thème abordé ici, merci de compléter l'article en donnant les références utiles à sa vérifiabilité et en les liant à la section « Notes et références ».
Pour les articles homonymes, voir Élisabeth de Hesse.
Élisabeth Marie Alice Victoria de Hesse-Darmstadt, princesse de Hesse et du Rhin (Darmstadt, 11 mars 1895 – Skierniewice, 16 novembre 1903) était la fille unique que le grand-duc Ernest Louis de Hesse-Darmsdadt eut de son premier mariage avec la princesse Victoria Mélita de Saxe-Cobourg-Gotha. Elle a été nommée d'après son arrière-grand-mère paternelle, née princesse Élisabeth de Prusse. Sa tante paternelle, la princesse Élisabeth de Hesse-Darmstadt avait également le même prénom et était également surnommée Ella. Sa mort prématurée aurait été causée par un plat empoisonné destiné à son oncle, le tsar Nicolas II de Russie. Mais cette thèse a été réfutée par le médecin de la cour qui dit qu'elle serait morte de la typhoïde, probablement causée lorsqu'elle a bu un verre d'eau à une source contaminée.

## Naissance

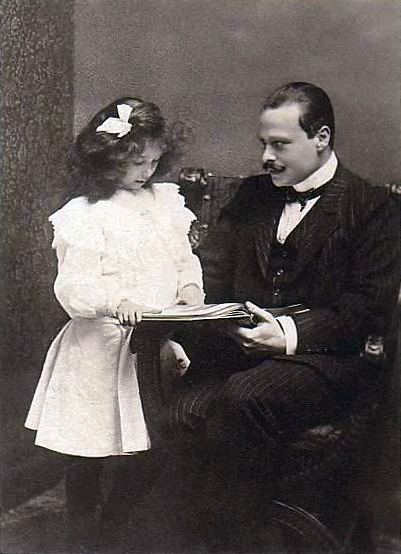
La princesse avec son père.

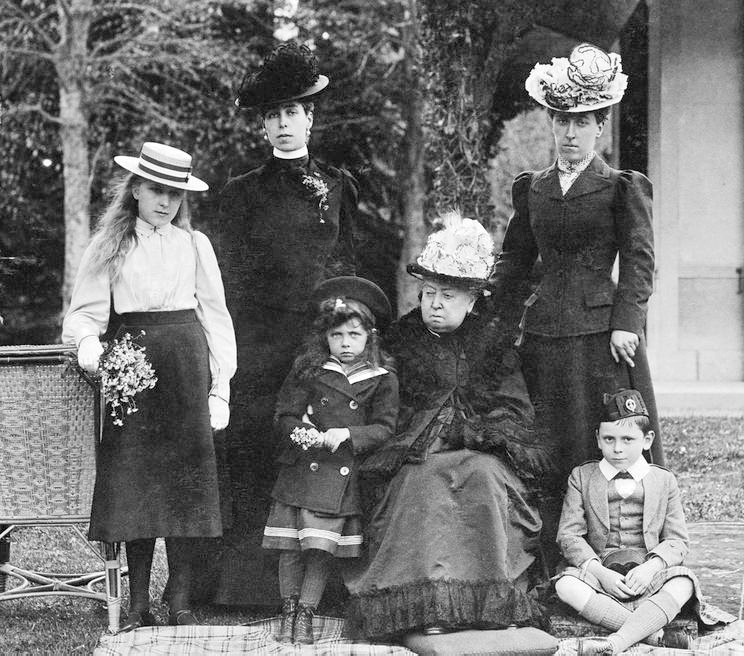
La princesse près de son arrière-grand-mère la reine d'Angleterre, impératrice des Indes et quelques membres de sa famille.

Ses parents étaient cousins germains, et ils s'étaient mariés sur l'insistance de leur grand-mère commune, la reine Victoria du Royaume-Uni. Leur mariage fut, dès le début, malheureux.
La princesse Victoria Mélita avait seulement dix-huit ans lors de la naissance d'Élisabeth. Elle aimait sa fille mais elle ne pouvait rivaliser avec la dévotion qu'avait son mari pour leur fille. Il était convaincu, bien avant qu'elle parle, que lui seul lui pouvait la comprendre. Lorsqu'elle avait six mois, son père la « consulta » sur ses couleurs préférées. Il avait affirmé qu'elle avait poussé des petits cris lorsqu'il lui avait présenté une teinte particulière de lilas. Ernest décora donc sa pépinière dans les tons lilas. Plus tard, il avait construit une cabane pour sa fille dans son jardin. Il était interdit aux adultes d'y entrer à la grande frustration des infirmières et des tuteurs, qui devaient arpenter l'extérieur de la cabane pendant que les enfants jouaient à l'intérieur.

## Enfance

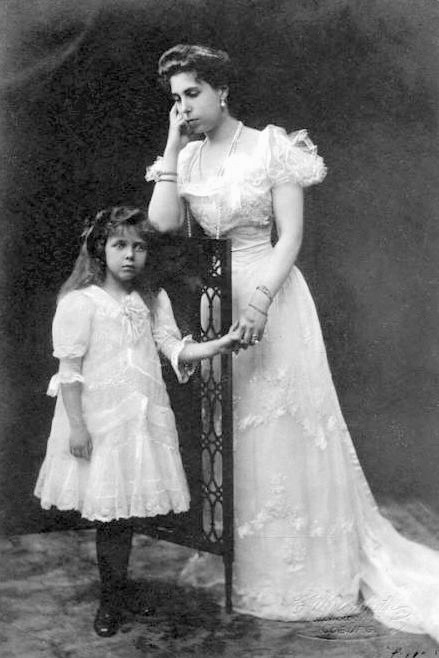
La princesse avec sa mère.

Margaretta Eagar, gouvernante de ses cousines, les filles du tsar Nicolas II, décrit Élisabeth comme « une enfant douce et jolie, avec de larges yeux gris-bleu et des cheveux noirs. Elle ressemblait beaucoup à sa mère, non seulement dans le visage mais aussi dans ses manières ». À l'âge de quatre ans, Élisabeth voulut une petite sœur, et a essayé de persuader son oncle et sa tante, souverains, de Russie, de laisser ses parents adopter une de leurs filles, Tatiana ou Maria.
Elle était une des arrière-petites-filles préférées de son aïeule, la reine Victoria du Royaume-Uni, qui la surnommait « mon précieux ». La reine s'est opposé au divorce d'Ernest et Victoria Mélita, non seulement à cause du scandale qui en aurait résulté - jamais les familles souveraines n'avaient été autant liées entre elles -  mais aussi à cause d'Élisabeth. La reine Victoria voulut même que ce soit Ella qui lui souhaite la première son 80e anniversaire en 1899. Quand elle a entendu les chevaux du carrosse de son arrière-grand-mère arriver, elle a couru jusqu'au balcon, a agité la main et a crié : « Granny Mamie, je suis là ! ». Ella fit rire la Reine à haute voix.
Le 22 janvier 1901, sa grand-mère la duchesse douairière d'Édimbourg, a emmené la petite-fille voir la reine Victoria sur son lit de mort. Après que la reine soit morte, Ella a été emmenée pour voir son corps et dit que sa grand-mère était allée avec les anges, mais elle dit plus tard à sa grand-mère maternelle : « Mais je ne vois pas les ailes ».
Pendant les funérailles, Élisabeth était assise au côté de son cousin le prince Édouard (appelé David et qui deviendra Édouard VIII). Sa tante Maud écrit là-dessus : « David se comporta si bien pendant le service... et il a été soutenu par la petite fille de Hesse qui le prit sous sa protection et l'a enlacé par le cou la plupart du temps ».
Dans ses mémoires, trente ans après la mort d'Élisabeth, son père a écrit qu'elle avait « une sensibilité profonde » et un « très grand cœur ». Il a ajouté : « Je n'ai jamais connu une enfant qui a eu tant d'influence sur les adultes. Sa personnalité intérieure été forte et elle avait une qualité naturelle qui la protégeait d'être gâtée. » 
En octobre 1901, après le décès de la reine Victoria, ses parents divorcent. Sa mère ayant déjà entamé une liaison avec un autre cousin, son futur mari, le grand-duc Cyrille Vladimirovitch de Russie. Élisabeth dut donc partager son année entre sa maison à Darmstadt avec son père et sa nouvelle maison à Cobourg avec sa mère. Élisabeth était méfiante envers sa mère et, bien que Victoria Mélita ait fait son possible pour se réconcilier avec sa fille au printemps 1902 elle n'y parvient que partiellement.
Dans ses mémoires Ernest écrit qu'il avait du mal à convaincre sa fille d'aller rendre visite à sa mère. Avant une visite, son père l'avait retrouvée « gémissant sous un canapé, pleine de désespoir ». Il rassurait Élisabeth en lui disant que sa mère l'aimait mais elle répondait : « Maman dit qu'elle m'aime, mais elle ne m'aime pas. » Margaretta Eagar dit qu'elle avait « les yeux les plus tristes qu'elle ait jamais vus ». Eagar se demandait si Ella avait une prémonition sur sa mort, car elle a souvent dit à sa cousine, la grande-duchesse Olga Nikolaïevna de Russie, « Je ne verrai jamais cela à nouveau. » Cependant, malgré ses yeux tristes, Ella avait un caractère doux, et était une enfant heureuse qui était un artisan de paix lorsque ses cousins avaient un différend.

## Mort

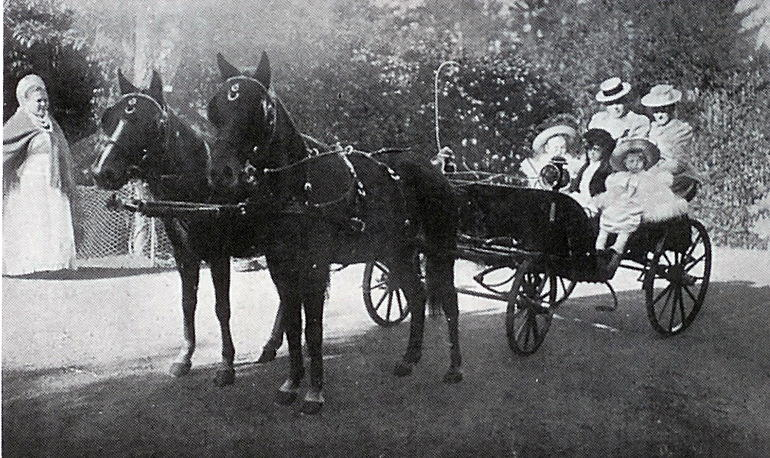
La princesse Elisabeth de Hesse assise entre deux de ses cousines Russes, les grande-duchesses de Russie, filles aînées du tsar Nicolas II, Olga et Tatiana au cours d'une promenade.

Le 6 octobre 1903, Ernest organisa une réunion de famille à Darmstadt pour le mariage de sa nièce, la princesse Alice de Battenberg avec le prince André de Grèce. Quelques semaines plus tard, il demanda à sa sœur, la tsarine de Russie, de garder Ella avec elle et sa famille au pavillon de chasse de la famille impériale à Skierniewice en Pologne. Là, Élisabeth fit de longues promenades et des pique-niques en compagnies de ses cousines Olga, Maria Tatiana et Anastasia, qui avaient environ son âge.
Le 16 novembre 1903, Élisabeth se réveilla au milieu de la nuit. Sa nourrice l'assit à côté d'elle près de la fenêtre et elle passa une partie de la nuit à regarder dehors. Au matin, elle se réveilla avec un mal de gorge et des douleurs dans la poitrine. Le médecin de Russie dit que cela était dû à trop d’excitations. Elle commença à avoir une forte fièvre. La famille impériale, ne croyant pas que le cas était grave, alla au théâtre comme il était prévu. En fin de soirée, Élisabeth ressentit une douleur encore plus forte et commença à être essoufflée. Un spécialiste a été appelé de Varsovie. Il lui a donné des injections de caféine et de camphre pour stimuler son cœur ralenti, sans succès.
Margaretta Eagar écrit : « Soudain elle se redressa dans son lit et regarda chacun de nous avec de grands yeux effrayés et cria tout d'un coup : “Je vais mourir, je vais mourir !” » Elle a été cajolée puis s'est recouchée, mais elle resta agitée. Eagar continue ensuite : « L'enfant se tourna ensuite vers moi et dit avec anxiété : “Envoyez un télégramme à maman”. » Eagar lui répondit que cela avait été fait, et la petite répondit « immédiatement ». Puis, elle a commencé à parler avec ses cousins et à s'imaginer qu'elle jouait avec eux. Puis elle a demandé à voir sa cousine la grande-duchesse Anastasia (âgée de 2 ans 1/2). Ses yeux mourants se posèrent sur la petite grande-duchesse un moment et Anastasia dit : « Pauvre Ella ! Pauvre Élisabeth ! ». Les médecins ont alors dit à sa tante, la tsarine Alexandra, de prévenir sa mère, mais le télégramme n'arriva que le lendemain matin, lorsque la petite était déjà morte. Une autopsie après sa mort a confirmé qu'elle était morte de la typhoïde virulente, bien que le bruit courût qu'elle était morte empoisonnée après avoir mangé un plat destiné à son oncle, le tsar.

## Les funérailles et l'héritage

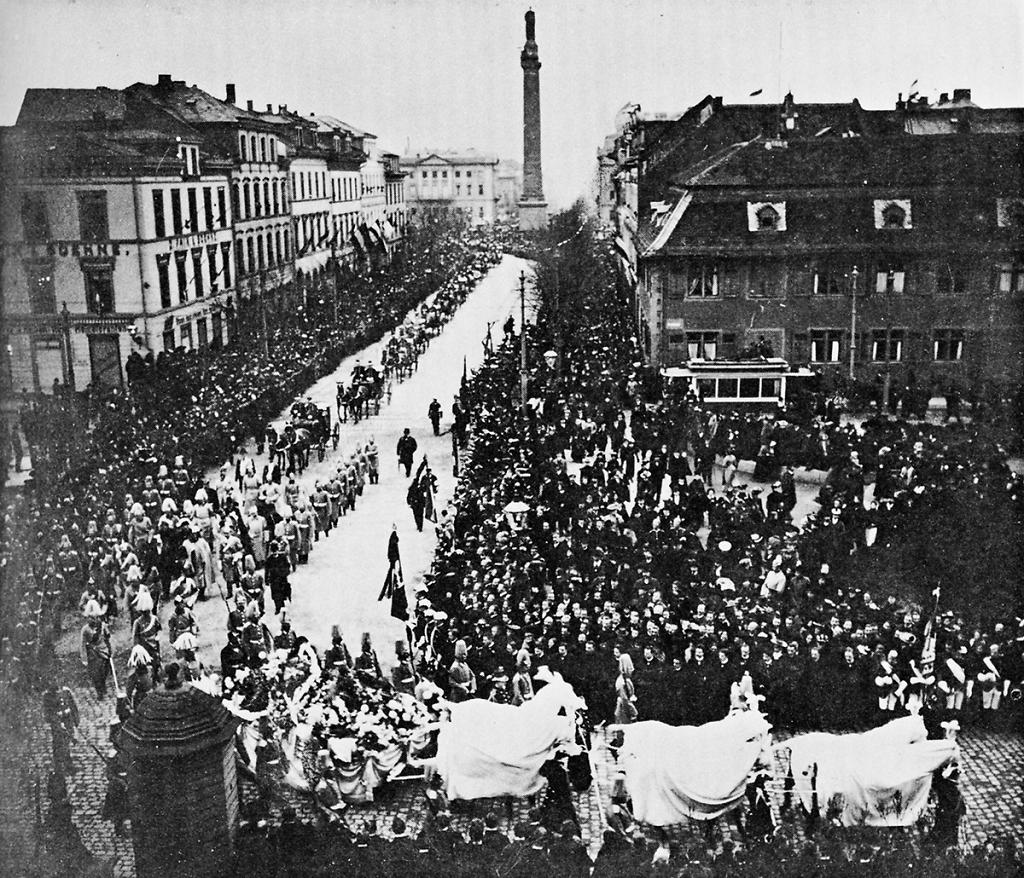
Cortège funêbre de la princesse (1903).

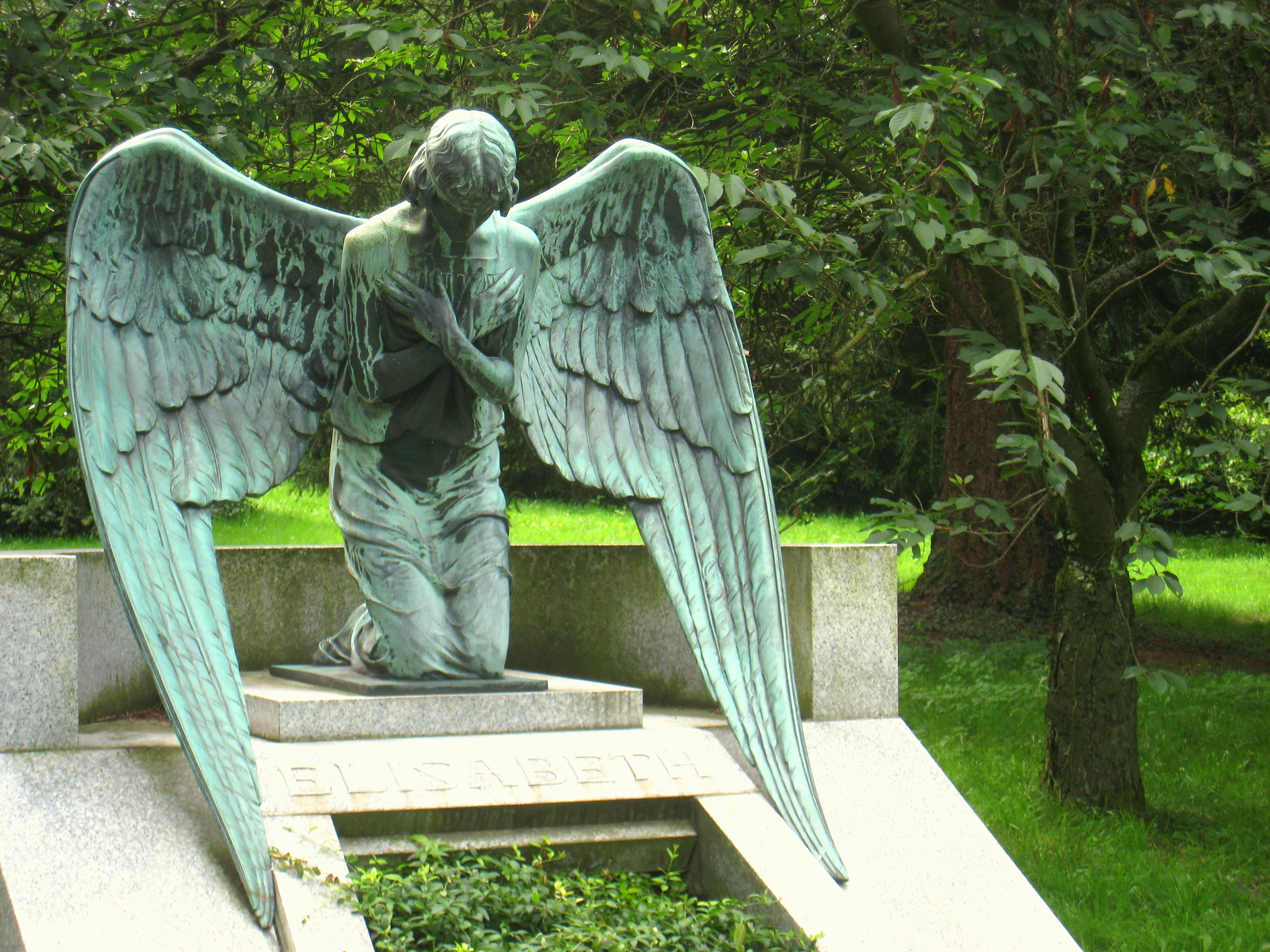
Tombe de la princesse Elisabeth telle que l'a voulue son père, le grand-duc Ernst-Ludwig de Hesse et du Rhin.

Le corps d'Élisabeth a été placé dans un cercueil d'argent, un dernier cadeau du tsar à sa nièce, pour le voyage de retour au Darmstadt. Son père a organisé un enterrement entièrement blanc, jusqu'à la tenue des personnes présentes. Les habitants de Hesse sont venus par milliers pour voir le cortège funèbre de la défunte princesse. L'empereur Guillaume II d'Allemagne, écrivit au tsar de Russie sur le décès de la princesse : « Comme elle était gaie et joyeuse, ce jour-là à Wolfsgarten, quand j'étais là-bas. si pleine de vie et de santé... Quel coup terrible pour Ernie, qui était sa fille adorée. » Élisabeth a été enterrée dans le cimetière de Rosenhöhe, avec les autres membres de sa famille de Hesse. Un ange en marbre a été posé sur sa tombe pour veiller sur elle. Dans un dernier geste, sa mère, Victoria Mélita plaça son insigne de l'Ordre de Hesse, qu'elle avait reçu lors de son premier mariage, sur le cercueil de sa fille. Ernest fut désespéré de la perte de sa fille chérie et écrivit bien plus tard : « Ma petite Élisabeth était le soleil de ma vie. »